# Stephan Koltzk
Stephan Koltzk (nach Heirat Stephan Koltzk-Odendahl; * 15. Januar 1978 in Frankfurt (Oder)) ist ein ehemaliger deutscher Ruderer, der 2006 Weltmeister mit dem Achter war.

## Sportliche Karriere
Stephan Koltzk belegte mit dem Achter 1996 den zweiten Platz bei den Junioren-Weltmeisterschaften. 2000 siegte er mit dem Achter bei den U23-Weltmeisterschaften. 2001 nahm Stephan Koltzk erstmals an Weltmeisterschaften in der Erwachsenenklasse teil und erhielt mit dem Achter die Bronzemedaille hinter den Booten aus Rumänien und Kroatien. Im Ruder-Weltcup belegte der deutsche Achter 2002 zweimal den ersten Platz und unterlag nur in Luzern gegen den US-Achter. Bei den Weltmeisterschaften in Sevilla siegten die Kanadier vor dem Deutschland-Achter und dem US-Achter. 2003 gewann der deutsche Achter erneut zwei Weltcupregatten und belegte in Luzern den zweiten Platz, bei den Weltmeisterschaften in Mailand kam der deutsche Achter als sechstes Boot ins Ziel. Bei den Olympischen Spielen 2004 in Athen verpasste der deutsche Achter als Vierter die Bronzemedaille um vier Sekunden. Nach zwei medaillenlosen Jahren erhielt der Deutschland-Achter bei den Weltmeisterschaften 2005 in Gifu die Bronzemedaille hinter dem US-Achter und den Italienern. Elf Jahre nach dem letzten Weltmeistertitel für den Deutschland-Achter siegte das Boot bei den Weltmeisterschaften 2006 in Eton. 2007 wechselte Koltzk in den Vierer mit Steuermann. Bei den Weltmeisterschaften in München gewann er zusammen mit Florian Mennigen, Philipp Naruhn, Matthias Flach und Steuermann Martin Sauer die Bronzemedaille.
Der 1,95 m große Stephan Koltzk vom Sportverein Oderhort gewann 2001, 2003 und 2004 bei den Deutschen Meisterschaften im Achter. 2001 siegte er auch im Vierer ohne Steuermann, 2002 im Vierer mit Steuermann und 2005 im Zweier ohne Steuermann.